# 샐리 오닐
샐리 오닐(Sally O'Neil, 1908년 10월 23일 ~ 1968년 6월 18일)은 미국의 배우이다.

## 영화
- 건방진 꼬마 (1931년)
- 홀드 에브리씽 (1930년)
- 더 소포모어 (1929년)
- 쇼 오브 쇼 (1929년)
- 온 위드 더 쇼! (1929년)
- 싸움왕 버틀러 (1926년)
- 샐리, 아이린 앤 메리 (1925년)